# Хора (танець)
Хо́ра (від грец. χορός — «танець», болг. хоро́, мак. оро, серб. коло, хорв. kolo, рум. хорэ, рум. hora, груз. ხორუმი [khorumi], крим. horan, тур. horon, вірм. շուրջպար [ shurch par ], івр. הורה — народний танець-хоровод у південних слов'ян (болгар, македонців, сербів, хорватів), гагаузів, молдаван, румунів, греків, грузин, кримських татар, турків, вірмен і євреїв. Виконується зазвичай під акомпанемент інструментального ансамблю (див. Тараф) . Також — музична форма.

## Південнослов'янський танець-хоровод
Болгарський народний танець — хоровод хоро виконується в розмірі 2/4, 5/16, 9/16. Супроводжується співом, грою на волинці та інших народних інструментах. Виконавці тримаються за руки, за пояси чи кладуть руки один одному на плечі у ланцюзі. Ритми хоро найрізноманітніші, а видів — безліч, що підрозділяється по основним географічним районам Болгарії (добруджанські, македонські, родопські, північні, странджанські, тракійські, шопські).
Сербське та боснійське коло є одними з найвідоміших у світі і практично не відрізняються один від одного. Варіанти сербського та боснійського кола існують у Боснійській Країні, Герцеговині та Чорногорії . Сербське коло увійшло до зборів п'єс Антоніна Дворжака «Слов'янські танці» в опус 72 під назвою № 7 (15) C-dur. Allegro vivace.

## Молдова та Румунія

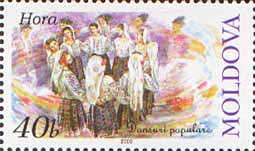
Хора. Марка Молдови

Для виконання хори (молд. і рум. horă) танцюристи збираються в коло і обіймають один одного за плечі. Люди рухаються навколо центру (зазвичай за годинниковою стрілкою), а кожен танцюрист виконує серію з трьох кроків уперед та одного кроку назад. Темп повільний (розмір 6/8 або 6/4). Танець виконується дівчатами плавно та спокійно. На весіллях до хору приєднуються і чоловіки. Хора супроводжується грою на чемпіоні, флуєрі, наї, скрипці та інших народних інструментах.
Найбільш популярний танець у молдаван. Має численні варіанти, що відрізняються за приуроченістю, складом і темпом. Виконується зазвичай під акомпанемент оркестру (тараф). У деяких районах Південної Молдови збереглася багатовікова традиція танцю під пісню. З розвитком інструментальної танцювальної музики спів у повільних хорах змінився суто інструментальним супроводом. Ще на початку XIX століття в Бессарабії хору означала не лише певний танець, а й один із видів сільських свят. Та повільні, ліричні трьохдольні танці під назвою хору (розмір 6/8 або 6/4). Вони відрізняються особливою плавністю, урочистістю та одночасно граціозністю. Є дуже популярним танцем на весільних урочистостях та інших святах, особливо у сільській місцевості.
Зустрічаються також швидкі варіанти хори, виконувані в розмірі 4/4. Такі хори багато в чому близькі до сирби, але виділяються всі частки.

## Чорноморське узбережжя
У багатьох народів Середземномор'я, Чорномор'я, Балканського півострова та Кавказу існує один спільний коловий танець, який називається у кожного народу по-своєму. Виконується він із вокальним чи інструментальним супроводом.
Груповий танець Хорон (тур. horon, понт. χορόν, лазс. horon) характерний для Чорноморського узбережжя Туреччини. У ньому беруть участь як чоловіки, і жінки. Учасники у замкнутому чи розімкнутому колі швидко танцюють, згинаючись, кружляючи, присідаючи та притупуючи. Музиканти виконують танцювальну мелодію зазвичай на давулі та зурні ; у деяких районах використовуються тулумба, мей, джура та кеменче. Райони поширення: Трабзон, Самсун, Артвін, Орду, Різе.
Грузинський коловий танець Хоруми (груз. ხორუმი) походить з Аджарії. Спочатку він виконувався перед битвою для підняття бойового духу воїнів. Кількість танцюристів обмежувалася лише кількома чоловіками. Згодом їхня кількість зросла, і в сучасній версії можуть брати участь 30—40 танцюристів.
У кримських татар він називається Хоран (крим. къоран). Його танцювали під час народних гулянь. Спочатку під пісенний акомпанемент. Саме їм у давні часи завершувалося будь-яке кримськотатарське свято. Також цим танцем часто завершуються весільні бенкети, коли його виконували всі присутні, чисельність яких часом досягає двохсот чоловік.
Під час танцю учасники замикаються в коло або півколо і поклавши один одному на плечі, рухаються по колу приставним кроком. У танці можуть брати участь як хлопці, так і дівчата, люди середнього та похилого віку. Танець, як правило, танцюють по колу. Усі учасники кладуть руки на плечі один одному, утворюючи коло. Кількість учасників не обмежується, їх має бути не менше ніж 6 осіб. Танець складається із двох частин, перша частина повільна, друга — швидка. Основні фігурації танцю: коло, лінії. Хорани відрізняються один від одного залежно від місця їхнього виникнення. Наприклад, в Алуштинському районі побутував танець Тувак джийини, що виконується тільки чоловіками. Тувак деюийини, що виник у степових районах, виконували тільки жінки.

## Єврейська хора

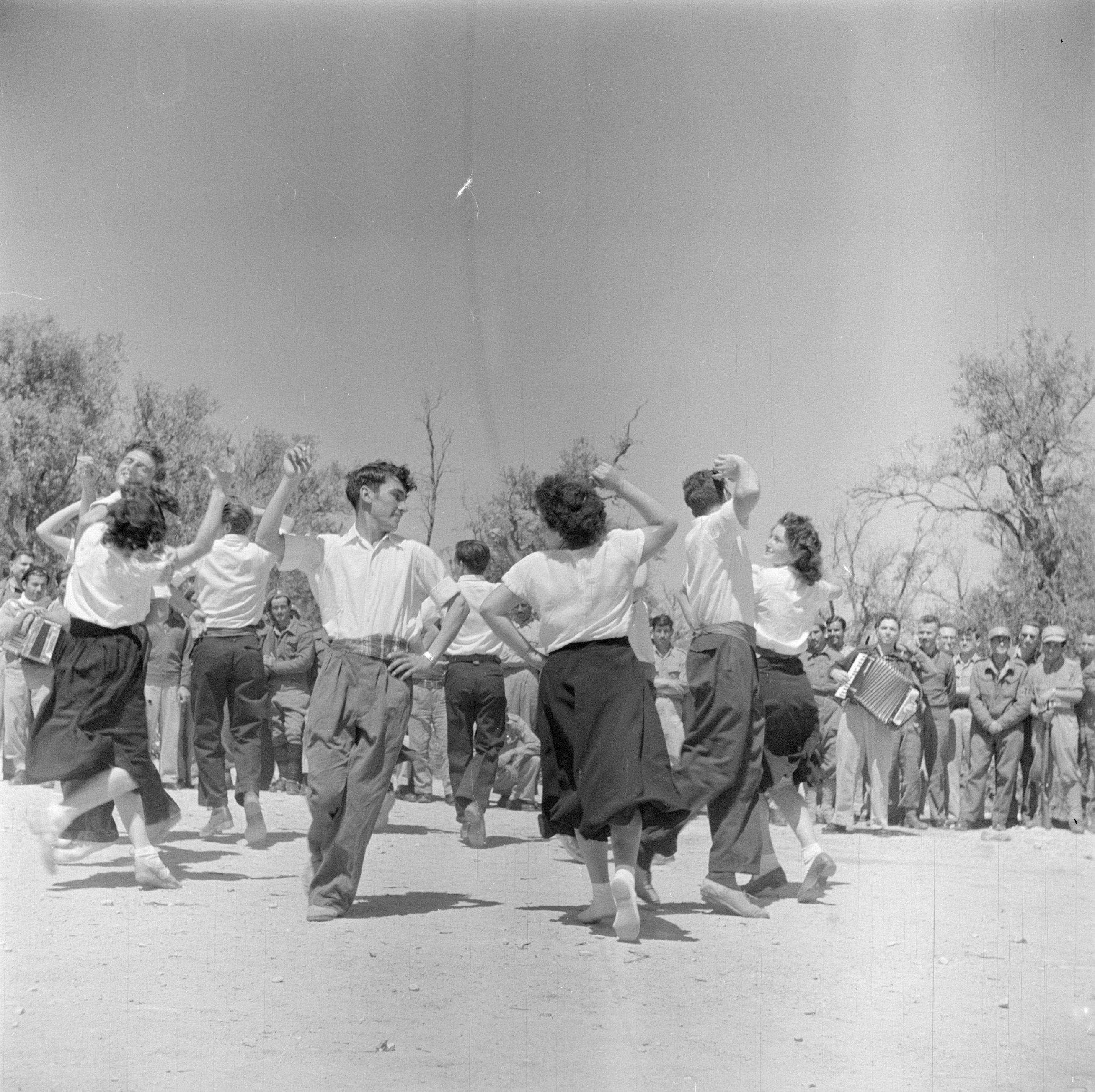
Єврейська хору в Ізраїлі. 1949 рік

Єврейська хора схожа з румунською, виконується в розмірі 3/4 або 3/8 з акцентом на 1 і 3 частки.

### Ізраїль
Ізраїльська хора — швидкий танець хороводу на 4/4, створений в 1930-і рр. Барухом Агадаті (Каушанським); іноді називається «Хора Агадати».
Для виконання хори танцюристи збираються в коло, беруться за руки і починають рух праворуч спочатку лівою, потім правою ногою. На наступному кроці ліву ногу ставлять за правою і знову роблять крок правою. Ці рухи повторюються у швидкому темпі. За великої кількості танцюристів люди роблять кілька кіл, один в одному.
Раніше хору була популярна, головним чином, у кібуцах та сільській місцевості, але потім почала виконуватися на весіллях та інших святах. Хора може виконуватися під традиційні ізраїльські пісні, хоча найбільш відомим є виконання музики «Хава Нагіла».